# Das Rätsel der Sphinx
Ghicitoarea Sfinxului (în germană: Das Rätsel der Sphinx ) este un film mut german de aventuri din 1921. A fost regizat de Adolf Gärtner, în rolurile principale au jucat actorii Ellen Richter, Erich Kaiser-Titz și Karl Günther.
Decorurile filmului au fost proiectate de directorul artistic Hans Dreier. 

## Distribuție
- Ellen Richter ca Juanita di Conchitas
- Erich Kaiser-Titz ca Amru, un egiptean
- Karl Günther ca Dr. Percy Gray
- Albert Patry ca prof. Grey, Muzeul Britanic
- Georg John ca Mumia
- Kurt Rottenburg ca Dr. Edward Pattison
- Georg Baselt ca Don Martunez de la Blanca
- Henry Bender ca Recepționer
- Irmgard Bern ca Daisy Pattison
- Carl Geppert ca baronul Kollwitz
- Károly Huszár îca Fürst Popoff
- Max Kronert ca Mehemed
- Maria Lux ca domnișoara Peach
- Hermann Picha ca Marquis d’Yssé